# Fuerte de San Ángel

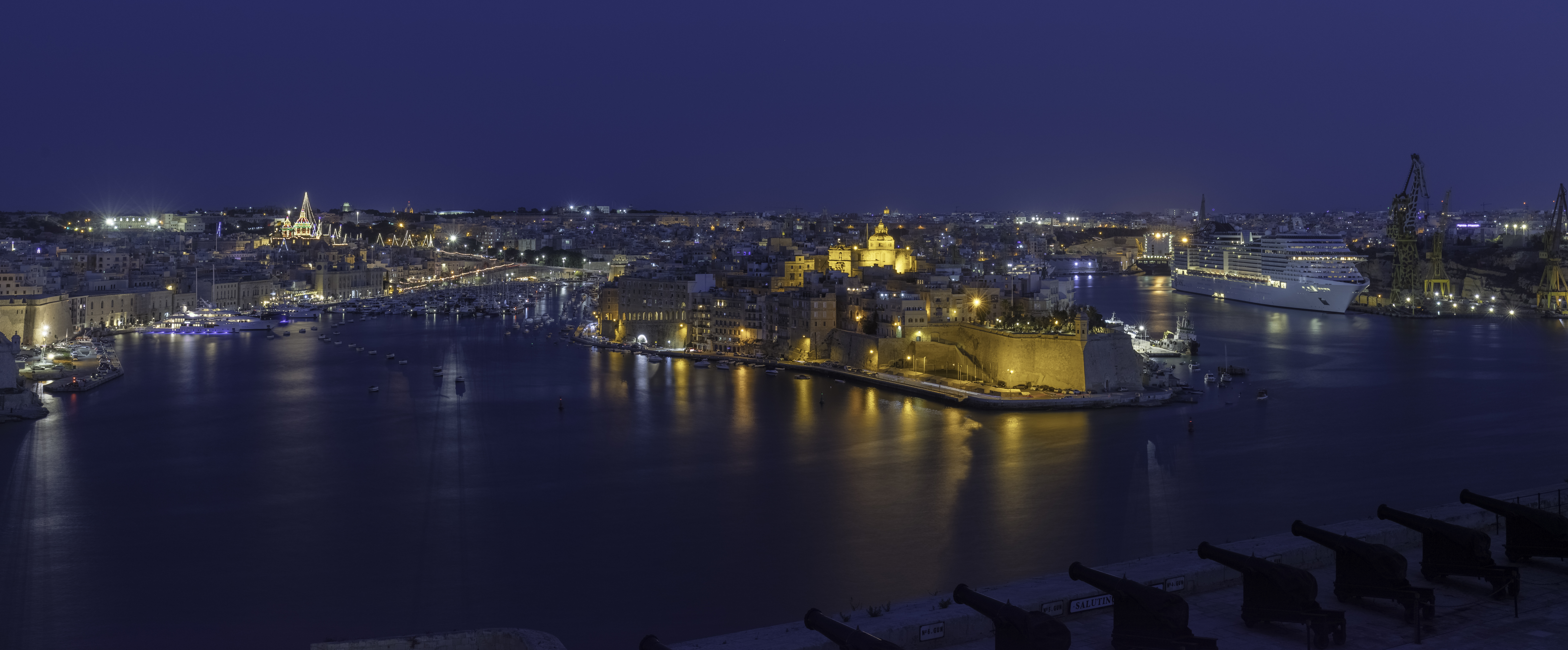
Vista nocturna.

Vista del Gran Puerto.

El fuerte de San Ángel es una gran fortificación situada en Birgu (Malta).

## Historia

### Antes de la llegada de los Caballeros
La fecha original de su construcción es desconocida y puede datar incluso de tiempos romanos. Está comprobado que existía a principios de la Edad Media, ya que los restos de una torre pueden ser datados alrededor del siglo XI, cuando Malta estaba bajo dominio musulmán. Desde el siglo XIV Malta estuvo bajo soberanía aragonesa y la fortificación era conocida como castello A Mare («castillo junto al mar»), siendo la residencia de la poderosa familia Nava, señores feudales de la isla.

### Bajo dominio de los Caballeros de Malta
Cuando los Caballeros Hospitalarios de San Juan de Rodas llegaron a Malta en 1530, se establecieron en Birgu, y el Fuerte de San Ángel llegó a ser la residencia del Gran Maestre. Los Caballeros hicieron de ella su principal fortificación y la reforzaron y remodelaron. El fuerte aguantó los embates de los turcos durante el sitio de Malta, aunque tras este los caballeros construyeron la ciudad fortificada de La Valeta sobre el monte Sciberras al otro lado del Gran Puerto, y el centro administrativo de los caballeros se mudó a la nueva ciudad.

### Periodo británico
Con la llegada de los británicos a Malta, el fuerte mantuvo su importancia como instalación militar y dio su nombre a un barco, originalmente en 1912 como el HMS Egremont, que en 1933 fue renombrado como HMS St Angelo.

### En la actualidad
A día de hoy partes del fuerte han sido cedidas a los Caballeros de San Juan, mientras que otras son usadas como museo marítimo.
La fortificación ha recibido también reparaciones recientes.

## Acceso al lugar
En la actualidad la mayor parte del lugar es accesible al público, y solo la parte superior de la fortaleza mantiene un acceso restringido.